# IC 1193
IC 1193 је лентикуларна галаксија у сазвјежђу Херкул која се налази на листи објеката дубоког неба у Индекс каталогу.
Деклинација објекта је + 17° 42' 50" а ректасцензија 16h 6m 32,2s. Привидна величина (магнитуда) објекта IC 1193 износи 14,5 а фотографска магнитуда 15,4. IC 1193 је још познат и под ознакама DRCG 34-56, PGC 57155.